# Zweifelhafter Ziest

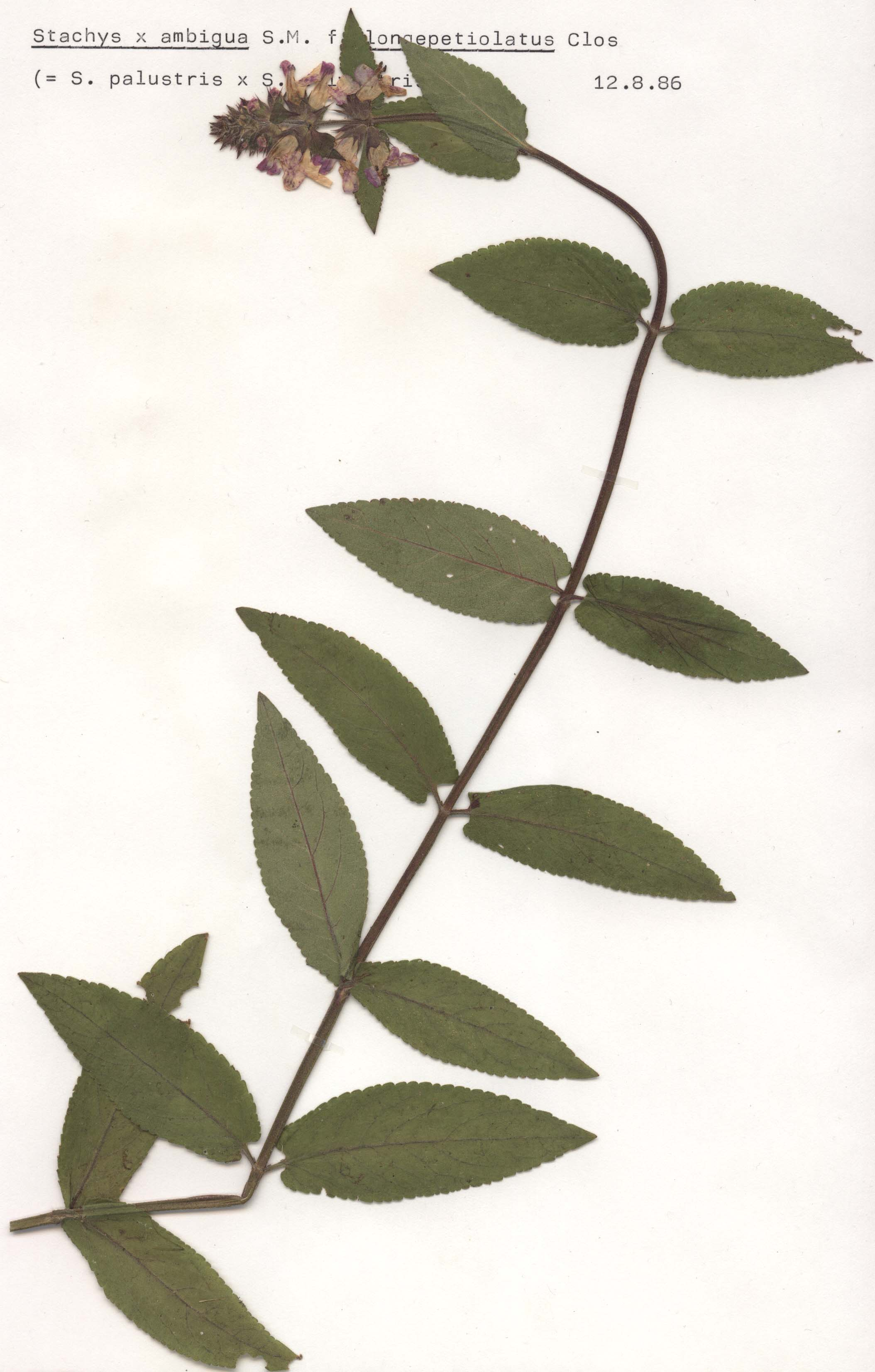
Zweifelhafter Ziest (Herbarbeleg)

Der Zweifelhafte Ziest (Stachys ×ambigua) ist ein Bastard aus der Gattung der Zieste (Stachys) in der Familie der Lippenblütler (Lamiaceae). Er ist aus einer Hybride aus dem Wald-Ziest (Stachys sylvatica) und dem Sumpf-Ziest (Stachys palustris) entstanden.

## Merkmale
Der Zweifelhafte Ziest ist ein sommergrüner, mehrjähriger, krautiger Geophyt, der Wuchshöhen von 30 bis 100 Zentimetern erreicht. Er kann sich mit unterirdischen Ausläufern vegetativ vermehren. Die Pflanze riecht unangenehm. Der Stängel ist meist nur schwach behaart. Die oberen Blätter sind meist sitzend. Die länglich-eiförmige bis eilanzettliche Blattspreite ist zwei- bis viermal so lang wie breit und insgesamt zwischen 2 und 5 Zentimeter breit. Der Blattstiel ist ungefähr 0,5 bis 1 Zentimeter lang, was 1/10 bis 1/6 der Länge der Blattspreite entspricht. Die Kronblätter sind lebhaft purpurfarben. Die reifen Klausenfrüchte werden nur äußerst selten entwickelt.
Blütezeit ist von Juni bis September. Bestäubt wird er von Insekten. Falls Früchte ausgebildet werden, findet Kleb- oder Klettausbreitung statt.

## Vorkommen
Der Zweifelhafte Ziest wächst an feuchten, gestörten Standorten und Ufern. In Deutschland ist er vermutlich zerstreut zu finden, Nachweise gibt es aus beispielsweise aus Nordrhein-Westfalen. Er kommt auch ohne die Elternarten vor.

## Belege
- Eckehart J. Jäger, Klaus Werner (Hrsg.): Exkursionsflora von Deutschland. Begründet von Werner Rothmaler. 10., bearbeitete Auflage. Band 4: Gefäßpflanzen: Kritischer Band. Elsevier, Spektrum Akademischer Verlag, München/Heidelberg 2005, ISBN 3-8274-1496-2.